# Bustares
Bustares es un municipio y localidad española de la provincia de Guadalajara, en la comunidad autónoma de Castilla-La Mancha. Su población es de 68 habitantes (INE 2024).

## Etimología
El origen del nombre de Bustares es desconocido, y tiene la misma raíz que el pueblo madrileño de Bustarviejo. Según la teoría más extendida Bustar proviene del latín bos-stare («dehesa o pastizal de bueyes»), al igual que «bostar», palabra que sí aparece en el diccionario de la RAE y significa «boyera. Corral o establo donde se recogen los bueyes». Siguiendo esta misma línea, Joan Corominas afirma en su obra Diccionario crítico etimológico castellano e hispánico que:

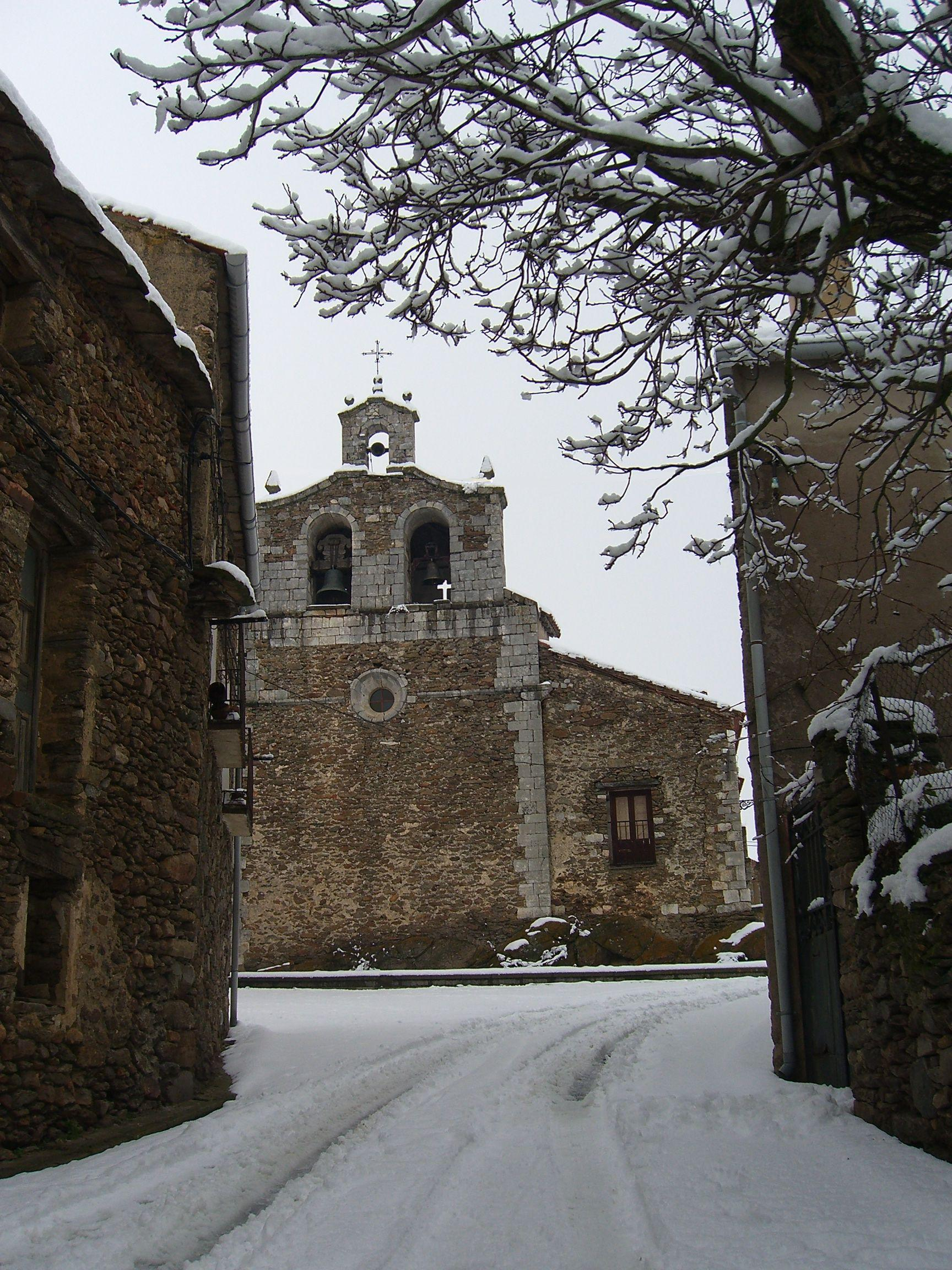
Iglesia de San Lorenzo.

Lo que si abunda (también en documentos antiguos, porque en el lenguaje vivo ha desaparecido) es bustar que suele citarse en documentos antiguos entre pertenencias de las heredades junto con los molinos, viñas, tierras, pomares, etc. y que por tanto es más probable que signifique «pastizal de bueyes». De aquí el nombre de lugar «Bustar».
Otra teoría indica una posible procedencia vasca del nombre. Bustar podría significar entonces «lugar de fuego».

## Historia
Hacia mediados del siglo XIX, el lugar tenía contabilizada una población de 134 habitantes. La localidad aparece descrita en el cuarto volumen del Diccionario geográfico-estadístico-histórico de España y sus posesiones de Ultramar de Pascual Madoz de la siguiente manera:

BUSTARES: l. con ayunt. de la prov. de Guadalajara (10 leg.), part. jud. de Atienza (3 1/2), aud. terr. y c. g. de Castilla la Nueva (Madrid 20), dióc. de Sigüenza (7): sit. en la falda de la sierra de Alto-Rey, al S. de la misma, con libre ventilacion: su clima es sano y sus enfermedades mas comunes, aun cuando poco frecuentes, fiebres intermitentes, pútridas y pleuresias: tiene 90 casas, la de ayunt. con cárcel, escuela de instruccion primaria muy poco concurrida y dotada con 50 fan. de centeno y 200 rs., una hermosa fuente de esquisitas aguas para el surtido del vecindario, y una igl. parr. (San Lorenzo) matriz de la de Las Navas. Confina el térm. N. comun que fué de Atienza á una leg.; E. Gascueña; S. Las Navas, y O. El Ordial á 1/2 leg. en las tres direcciones; dentro de él se encuentran varios paseos deliciosos aunque sin arbolado, muchas fuentes de buen agua, y una ermita (Nuestra Señora de la Soledad): el terreno fertilizado por dos pequeños arroyuelos que brotan de la falda de la sierra, es de mediana calidad; tiene dos montes poblados, el uno de encina y el otro de roble que surten al pueblo de combustible; cruzan diferentes caminos á los pueblos limítrofes y otros mas dist., todos de herradura y en mal estado: recibe el correo de las estáfelas de Atienza, Cogolludo y Jadraque, por cualquier vec. que por sus negocios acude á alguno de dichos puntos y quiere encargarse de su conduccion. prod.: trigo, centeno, patatas y toda clase de legumbres; cria ganado lanar, cabrio, vacuno, de cerda, caballar, mular y asnal, caza de perdices, conejos, liebres, y en sus tiempos chochas y codornices, en uno de los arroyos hay algunos peces. ind.: la agrícola y un molino harinero. pobl.: 67 vec., 134 alm. cap. prod.: 1.521,000 rs. imp.: 52,125. contr.: 4,374. presupuesto municipal: 150 rs. que se cubren por reparto vecinal.
(Madoz, 1846, p. 677)

## Patrimonio y lugares de interés
En cuanto a patrimonio, destaca la iglesia románica, dedicada a San Lorenzo. Construida en el siglo XIII, todavía se conserva la espadaña, la portada románica y la pila bautismal. En su interior, las protagonistas son la cruz procesional del siglo XVI y una talla, la de la Virgen de la Trapa, realizada en alabastro y con más de dos siglos de antigüedad.
Además, está la ermita del Santo Alto Rey que, a 1852 metros de altura, es de origen templario. 
Otro elemento importante es la fuente vieja bustareña, en la cual podemos ver una inscripción en latín que indica que fue construida en la época del rey Carlos IV.

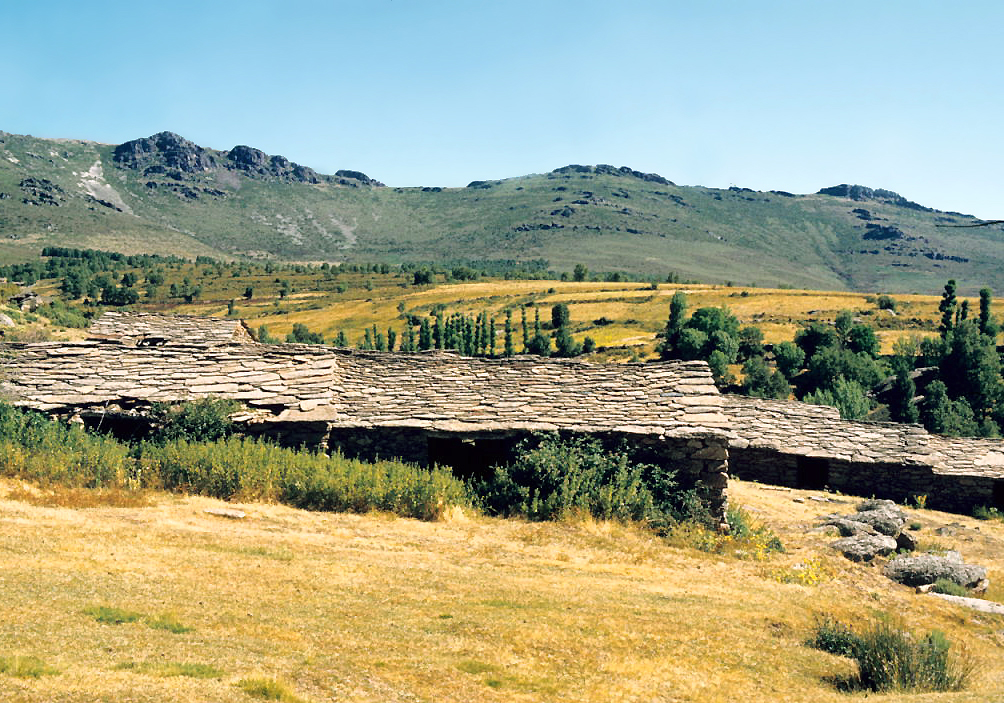
Tinados con techos de pizarra, sierra de Alto Rey en segundo plano (1981)

El pueblo se inscribe dentro de la ruta de la arquitectura negra, gracias a sus construcciones populares hechas a base de piedra tipo gneis.

## Fiestas
En cuanto a sus fiestas, destacan las que se realizan en honor a San Roque (16, 17 y 18 de agosto), así como la romería del Alto Rey que, declarada de Interés Turístico Provincial, tiene lugar el primer sábado de septiembre. Esta romería supone el encuentro de habitantes y visitantes de los pueblos de alrededor. Además, se realiza una procesión en honor al Santo Alto Rey en la que figuran un pendón y una cruz de cada pueblo (llevada por alguien relacionado con estos); todos llevan ambos elementos menos Bustares que aporta solo una cruz a esta procesión.
Además, esta localidad es conocida por acoger la Feria del Libro de la Sierra que tiene lugar el sábado santo. En la iniciativa participan decenas de autores y editores.

## Demografía
Bustares cuenta con una población de 68 habitantes (INE 2024).
| Gráfica de evolución demográfica de Bustares entre 1842 y 2021                                                      |
| |
| Población de derecho según los censos de población del INE Población de hecho según los censos de población del INE |